# 翁彥約
翁彥約（1061年—1122年），字行簡，崇安（今福建武夷山市）人，宋朝政治人物。

## 家族
徽宗政和二年（1112年）進士。
父翁仲通之子。弟翁彥深、翁彥國。子，翁挺。